# Sungari
Sungari (kineski: Sōnghuā Jiāng)  je rijeka u Kini duga 1 925 km, najveći pritok rijeke Amura.

## Zemljopisne karakteristike
Sungari izvire na obroncima masiva Čanbajšanj u pograničnom području između kineske provincije Jilin i Sjeverne Koreje. U svom gornjem toku teče prema sjeveru kroz brdovit kraj, nakon čega izbija na Sjeveroistočnu kinesku visoravan iznad grada Jilin. Tu je rijeka pregrađena branom Fengman, ispod koje se prostire veliko akumulaciono jezero dugo 200 km za istoimenu hidroelektranu.
Od Jilina rijeka teče u pravcu sjeverozapada do grada Da'an, gdje prima svoju glavnu pritoku rijeku Nen. Zatim teče prema istoku kroz grad Harbin, gdje prima svoju drugu sjevernu pritoku - Hulan, nakon tog se probija kroz južne obronke masiva Hingan i sjeverne obronke Čanbajšanja da se kod grada Jiamusija nađe na močvarnom zemljištu doline Amura.
Tu kod grada Tongjianga uvire u Amur.
Sungari ima slijev veličine oko 550 000 km², koji se prostire kroz kineske provincije Heilongjiang i Jilin na sjeveroistoku zemlje. Od svoje ukupne dužine od 1 925 km, 1 300 km, njegova toka otpada na Sjeveroistočnu kinesku visoravan.
Sungari ima prosječni istjek od 1 530 m3/s na svom ušću u Amur. Ali su njegove sezonske varijacije vodotoka vrlo velike. Rijeka se ledi svake godine od kraja studenog do ožujka, a najviši vodostaj ima u ljeto,  kad se od svbnja stanu otapati snjegovi, i počnu padati ljetne kiše koje traju do kolovoza. Tada često i plavi, jer ima niske obale pa se lako razlije, pa ponekad napravi i veliku štetu.
Sungari je kao i njegova pritoka Nen važan plovni put tog dijela Kine. Njime do Harbina mogu doploviti brodovi do 1 000 tona, a manji brodovi mogu doploviti uzvodno do Jilina.

## Vanjske poveznice
|  | Zajednički poslužitelj ima još gradiva o temi Sungari |

- Sungari River na portalu Encyclopædia Britannica (engl.)